# Васильево (Торжокский район)
Васи́льево — деревня в Торжокском районе Тверской области. Относится к Богатьковскому сельскому поселению, образованному в 2005 году, до этого в составе Воропунивского сельского округа.
Находится в 40 км к юго-западу от города Торжка. До Богатьково — 19 км (через Воропуни и Берново). До Страшевичей — 10 км (через Филитово). Рядом с Васильевым на берегах реки Нашиги деревни Михайлово и Лыково.
Население по переписи 2002 года — 12 человек, 7 мужчин, 5 женщин.

## История
Раньше деревня была селом Васильевским. По данным Клировых ведомостей Старицкого уезда за 1828 год:
…Село Васильевское, в нем церковь Вознесения Господня с приделом Николая Чудотворца деревянная в твердости. Утварию довольна, построена в 1745 году…
Каменная Вознесенская церковь, построена в 1859 году. В это время во владельческом селе Васильевском 17 дворов, 150 жителей. В 1886 году в селе 33 двора, 192 жителя, входит в Страшевскую волость Старицкого уезда.
В 1914 году в приход Вознесенской церкви входят деревни Михайлово, Лыково, Высоково, Бутчино, Коробино, Иудиха, Цапушево с населением 1369 жителей.
Во время Великой Отечественной войны на рубеже реки Нашиги были остановлены немецко-фашистские войска, наступавшие на Торжок. Два месяца (октябрь-декабрь 1941 года) Васильево находилось на линии фронта.
В 1936—1963 годах деревня Васильево относилась к Высоковскому району Калининской области. В это время здесь была начальная школа.
В 1997 году — 13 хозяйств, 31 житель.